# California Dreamin'
Pour les articles homonymes, voir California et Dream.
Pour le film de Cristian Nemescu, voir California Dreamin' (film).
Singles de The Mamas and the Papas
Go Where You Wanna Go
(1965) Monday, Monday
(1966)
Clip vidéo
[vidéo] « The Mamas & The Papas - California Dreamin' (1966) », sur YouTube
[vidéo] « The Mamas & The Papas - California Dreamin' - The Ed Sullivan Show (1967) », sur YouTube
California Dreamin' (« Rêve de Californie » en anglais) est une chanson sunshine pop-folk rock-psychédélique-close harmony, du couple d'auteurs-compositeurs-interprètes John et Michelle Phillips. Elle est enregistrée en single en décembre 1965 par Barry McGuire, extraite de son album This Precious Time de 1966. Le couple l'enregistre à son tour en single le 8 décembre 1965, en créant leur groupe The Mamas and the Papas, et pour leur 1er album If You Can Believe Your Eyes and Ears de 1966. Ce principal tube international de leur carrière, vendu à plus d'un million d'exemplaires dans le monde, n°4 du Billboard Hot 100 américain, est classé Songs of the Century, Grammy Hall of Fame Award, et 89e position des « 500 plus grandes chansons de tous les temps selon Rolling Stone » de 2003.
Le titre est repris par de nombreux autres artistes, dont les Beach Boys en 1986.

## Histoire
Cette chanson sunshine pop est écrite et composée en 1963 par le couple John et Michelle Phillips, sur le thème « du rêve de vivre à Los Angeles en Californie » alors qu'ils se sont mariés et habitent à New York. Ils écrivent ce tube lors d'un hiver new-yorkais froid et enneigé, inspirés par la vague de surf music californienne de la surf culture internationale des années 1960, et par le mal du pays de Michelle (née à Long Beach en Californie). Le titre est inspiré du rêve américain (American Dream) « Rêve de Californie, toutes les feuilles sont brunes, et le ciel est gris, je suis allée faire un tour, un jour d'hiver, je serais en sécurité et au chaud, si j'étais à Los Angeles, rêver de la Californie, un tel jour d'hiver... ».

The Mamas and the Papas
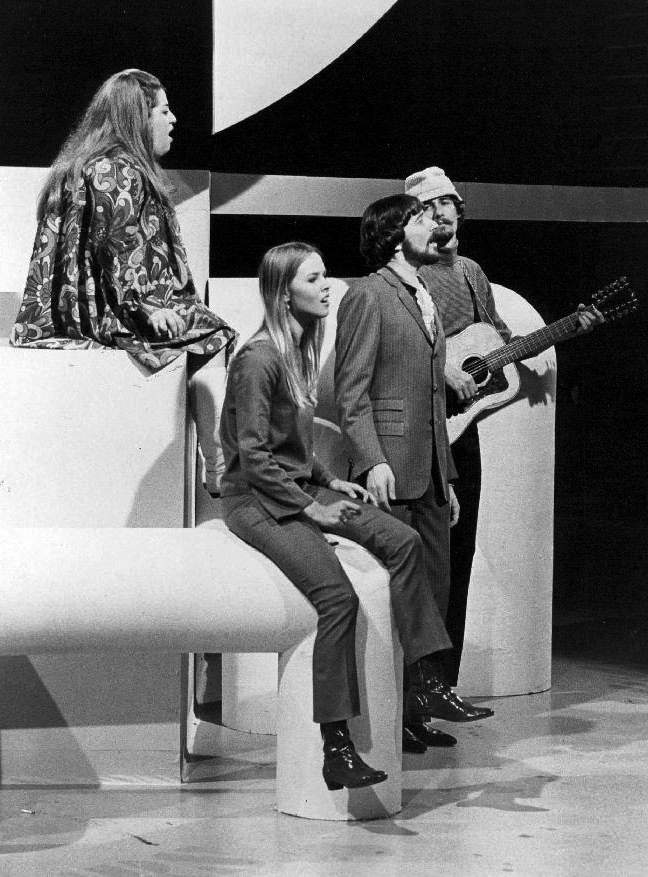
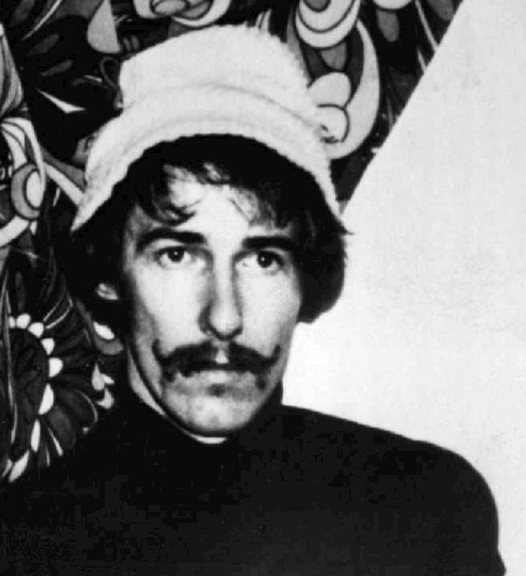
John Phillips.
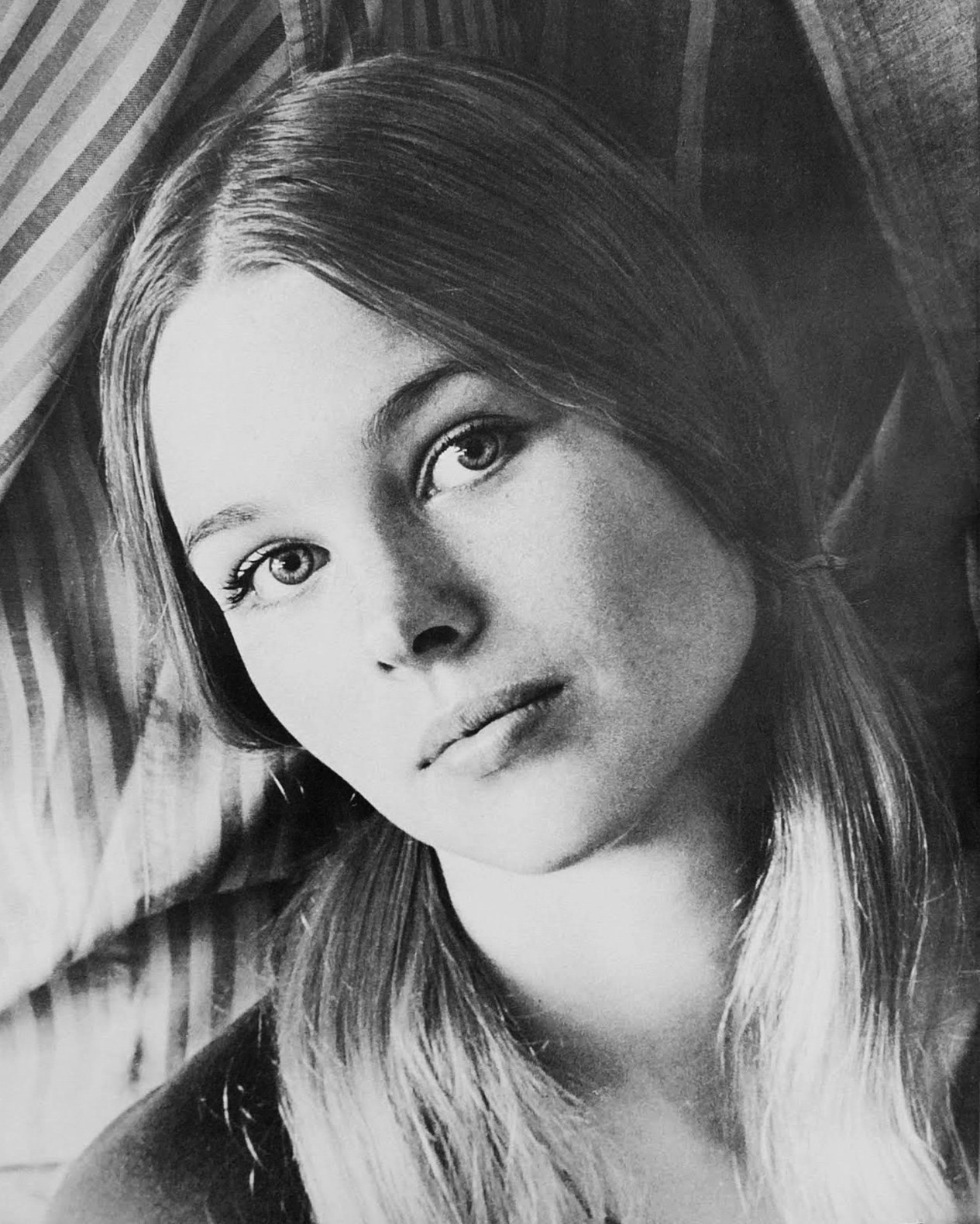
Michelle Phillips.
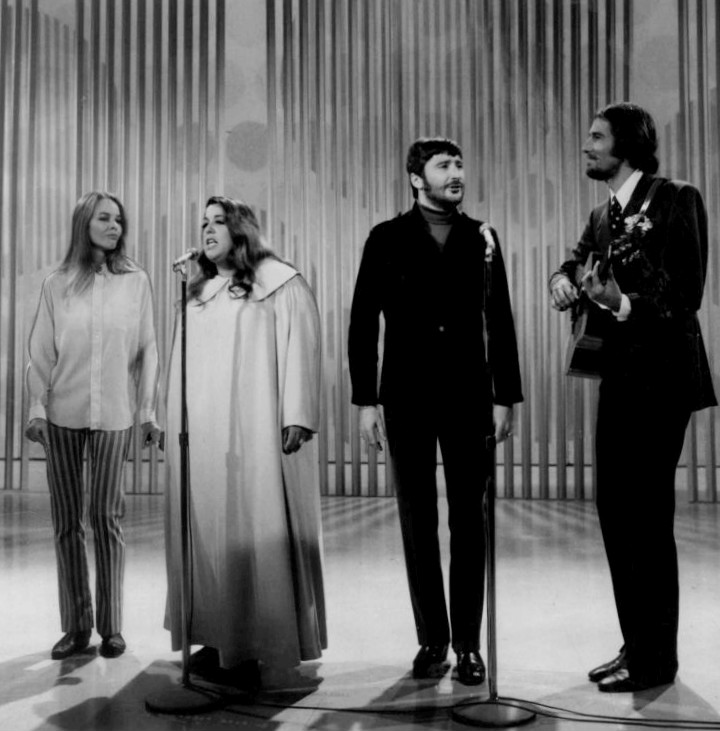

Le chanteur américain Barry McGuire désire l'enregistrer pour son album This Precious Time de 1966, avec le producteur Lou Adler du label Dunhill Records. Le couple Phillips en profite alors pour enregistrer sa propre version du titre en close harmony à contrepoint, avec un solo de flûte du saxophoniste-flûtiste de jazz Bud Shank, en lançant leur groupe The Mamas and the Papas, avec ce titre au succès fulgurant, rapidement diffusé sur toutes les radios américaines, vendu à plus d'un million d’exemplaires dans le monde, et leur 1er album If You Can Believe Your Eyes and Ears de 1966 (112e position du classement des 500 plus grands albums de tous les temps par le magazine américain Rolling Stone)...

## Structure musicale
Le morceau est en tonalité de do dièse mineur sur une cadence en 
 (4 noires par mesure). Les enchaînements d'accords sont « Do#m - Si - La - Si - Sol#7sus4 - Sol# » avec une variante « La - Mi - Sol# - Do#m - La - Sol#7sus4 - Sol# »  reproduite 2 fois (à « I've been for a walk » puis à « Well I got down on my knees »).

## Classement hebdomadaire

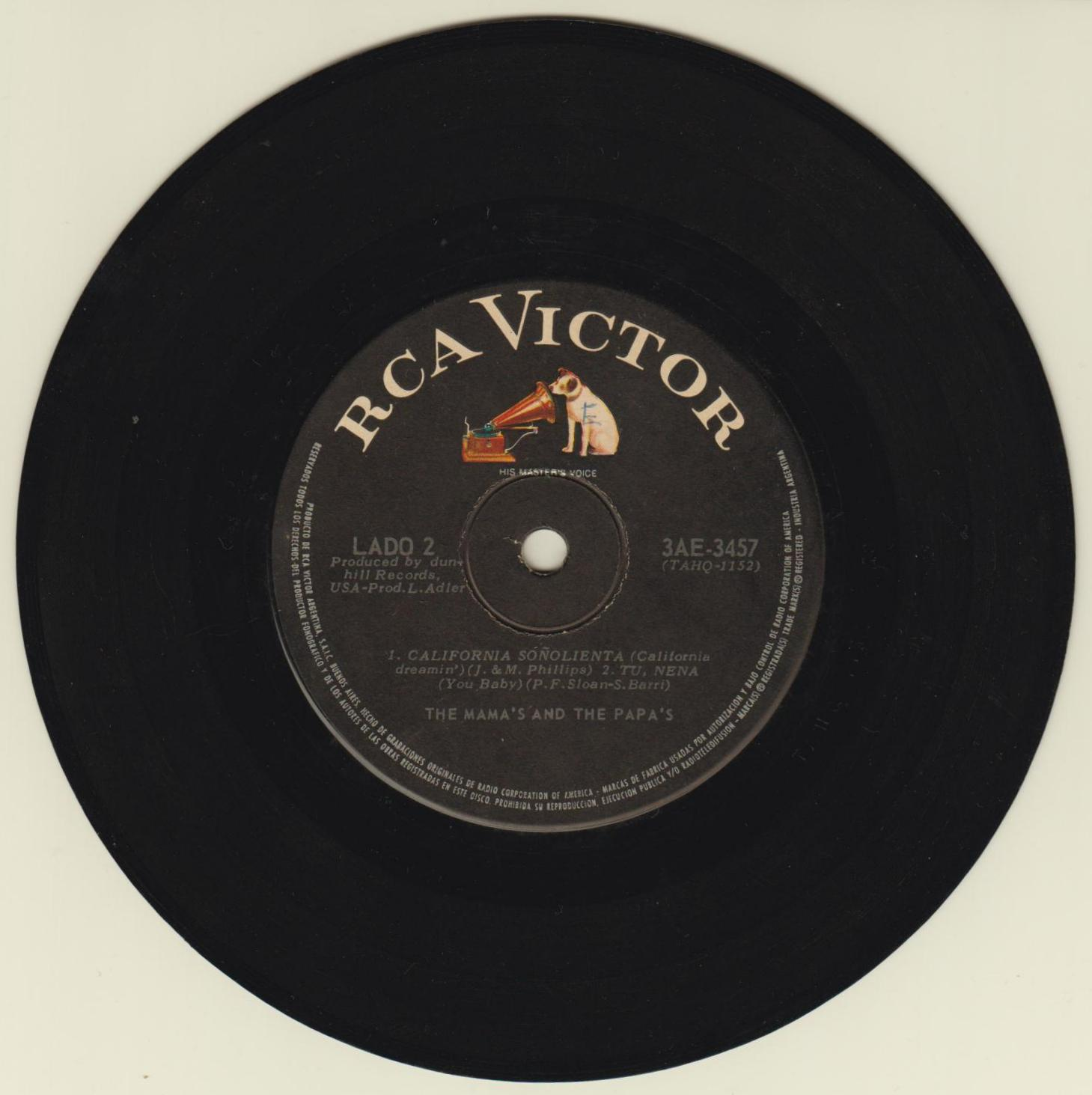

| Classement (1966-2013)         | Meilleure position |
| ------------------------------ | ------------------ |
| Allemagne (Media Control AG)   | 31                 |
| France (SNEP)                  | 74                 |
| États-Unis (Hot 100)           | 4                  |
| Royaume-Uni (UK Singles Chart) | 23                 |

| Classement (1997)              | Meilleure position |
| ------------------------------ | ------------------ |
| Royaume-Uni (UK Singles Chart) | 9                  |

## Reprises des Royal Gigolos
Singles de Royal Gigolos
No Milk Today
(2004)
En 2004, le groupe allemand Royal Gigolos reprend le titre sous une version tech house. 1er extrait de leur 1er album studio Music Deluxe (2005), le single sort le 5 mars 2004 sous le label Sony Music Entertainment. La chanson a été écrite par Michelle Gilliam, John E.A. Philips et produite par les Royal Gigolos. Le single rencontre le succès principalement en Europe, California Dreamin' atteint le top 3 en France et en Belgique (Wallonie), le top 20 en Suisse, en Finlande et au Danemark. Le titre atteint la 1re place du club 40.

### Liste des pistes
CD maxi
1. California Dreamin' (Tek-House Single) – 3:34
2. California Dreamin' (Clubhouse single) – 3:29
3. California Dreamin' (Tek-House Extended) – 4:46
4. California Dreamin' (Clubhouse Extended) – 5:01
5. The DJ - 4:15

CD single
1. California Dreamin' (Tek House Single) – 3:34
2. California Dreamin' (Clubhouse Single) – 3:29

### Classement hebdomadaire
| Classement (2004)                       | Meilleure position |
| --------------------------------------- | ------------------ |
| Suisse (Schweizer Hitparade)            | 17                 |
| France (SNEP)                           | 2                  |
| Pays-Bas (Nederlandse Top 40)           | 24                 |
| Belgique (Flandre Ultratop 50 Singles)  | 35                 |
| Belgique (Wallonie Ultratop 50 Singles) | 2                  |
| Finlande (Suomen virallinen lista)      | 19                 |
| Danemark (Tracklisten)                  | 17                 |
| Irlande                                 | 27                 |
| Royaume-Uni                             | 44                 |
| Italie                                  | 48                 |
| Allemagne                               | 85                 |
| France (Club 40)                        | 1                  |

## Autres reprises
Parmi les nombreux artistes ayant repris cette chanson, on peut citer notamment :
- Wes Montgomery sur l'album California Dreamin (1966)
- Pierre Delanoë l'a adaptée en français pour Richard Anthony sous le titre La terre promise, éditée en 45 tours en 1966.
- Johnny Rivers sur l'album Canges (1966)
- Une version en italien intitulée  Sognando la California est interprétée la même année par I Dik Dik (1966).
- José Feliciano sur Feliciano! (1968)
- Bobby Womack sur Fly me to the Moon (1968). Cette version est un titre essentiel dans l'intrigue du film Fish Tank d’Andrea Arnold (2009).
- The Four Tops sur Soul Spin (1969)
- Baby Huey sur The Living Legend (1971)
- George Benson sur White Rabbit (1971)
- Lee Moses sur Time and place (1971)
- Eddie Hazel sur Game, Dames and Guitar Thangs (1977)
- Melanie sur Phonogenic - Not Just Another Pretty Face (1978)
- America (1979)
- Cynthia Woodard enregistre une version disco, Face-B Disco Roller, (1979)
- The Beach Boys sur la compilation Made in U.S.A. (1986)
- Henry Kaiser sur Hope You Like Our New Direction (1991)
- Motorpsycho sur 9 Soothing Songs For Rut (1992)
- Laurent Voulzy en chante un extrait sur la face B du 45 tours sorti en 1977 et dans la version live de Rockollection (1994)
- Hi-Standard en version punk rock sur Growing Up (1996)
- Jack Frost sur Gloom Rock Asylum (2000)
- DJ Sammy sur Heaven (2002)
- Queen Latifah sur The Dana Owens Album (2004)
- Les Royal Gigolos remis au goût du jour en version electro house (2004), s'inspirant du son de Benny Benassi
- Jann Arden sur Uncover Me (2007)
- Shaw Blades sur Influence (2007)
- Roch Voisine sur Americana III: California(sortie le 21/06/2010)
- Scala & Kolacny Brothers sur Circle (2010)
- Meat Loaf sur Hell in a Handbasket (2011)
- Mors Principium Est sur l'édition japonaise de Dawn of the 5th Era (2014)
- Diana Krall sur Wallflower (2015)
- Robot Koch (en) et Delhia de France
- Sia sur B.O. du film San Andreas (2015)
- Jadyn Rylee , version de Sia (2020)
- Sylvain Moraillon (2021)

## Cinéma
- 1993 : Dragon, l'histoire de Bruce Lee, de Rob Cohen, interprétée par Shannon Lee
- 1994 : Forrest Gump, de Robert Zemeckis, avec Tom Hanks
- 1994 : Chungking Express, de Wong Kar-wai
- 1997 : Comme des rois, de François Velle
- 2001 : Absolument fabuleux, de Gabriel Aghion, interprétée par le groupe au festival de Monterey (au générique de début)
- 2007 : La colline a des yeux 2, de Martin Weisz, interprété par le groupe The Bald Eagles
- 2007 : California Dreamin', de Cristian Nemescu
- 2009 : Fish Tank, d'Andrea Arnold, interprété par Bobby Womack
- 2011 : Poupoupidou, de Gérald Hustache-Mathieu (dans la version de José Feliciano)[17]
- 2013 : La Marche, de Nabil Ben Yadir
- 2013 : Retour à Ithaque, de Laurent Cantet
- 2015 : San Andreas, de Brad Peyton, interprétée par Sia
- 2019 : Once Upon a Time… in Hollywood, de Quentin Tarantino, avec Leonardo DiCaprio et Brad Pitt, interprétée par José Feliciano

## Télévision
- 2008 : série Californication (saison 2, épisode 12) interprété par le groupe Shaw Blades (en)
- 2015 : série Fargo (saison 2, épisode 10) interprétée par Bobby Womack
- 2017 : série Famous in Love (saison 1, épisode 1) interprétée par Sia Furler
- 2019 : publicité « Générations » d'EDF
- 2021 : série Fear the Walking Dead (saison 7, épisode 3)
- 2022 : série Stranger Things (saison 4, épisode 1) interprété par le groupe The Beach Boys